# Hesperandra thomasi
Hesperandra thomasi là một loài bọ cánh cứng trong họ Cerambycidae.